# Галичина (поїзд № 141/142)
«Галичина́» — колишній нічний швидкий поїзд № 142Л/141П з групою фірмових вагонів 2-го класу Львівської залізниці сполученням Львів — Київ — Бахмут. Протяжність маршруту складала 1476 км.
На поїзд була можливість придбати електронний квиток.

## Історія
До 2012 року поїзд курсував під № 659/660. З 2012 року змінена нумерація поїзда на № 141/142. «Укрзалізницею» розглядалося питання скасування або зміни маршруту руху, що пояснювалось нерентабельністю та запуском поїздів категорії «Інтерсіті+». У лютому 2015 року «Укрзалізниця» повідомила про планову відміну цього поїзда, проте, в результаті численних звернень та скарг, скасувала своє рішення.
Донедавна від житомирського залізничного вокзалу курсував єдиний регіональний пасажирський поїзд до Одеси (призначався щороку з червня по жовтень під № 248/247. У травні 2018 року заступник міського голови Дмитро Ткачук повідомив, що неодноразові звернення виконавчих органів Житомирської міської ради, керівництва станції Житомир та Житомирської обласної державної адміністрації до АТ «Укрзалізниця» щодо відновлення курсування пасажирських поїздів сполученням Житомир — Харків, Житомир — Одеса, Житомир — Барановичі та Житомир — Львів, або запуску пасажирських поїздів через станцію Житомир результату не дали.
З 2013 року поїзд курсував у  спільному обігу з поїздом № 144/143 «Галичина» сполученням Івано-Франківськ — Київ.
20 лютого 2014 року поїзд був скасований на один день через погодні умови, ремонтні роботи та замінування.
З 23 по 26 грудня 2014 року, через ремонт залізничного мосту на перегоні Іваничі — Сокаль, курсував після станції Ковель маршрутом поїзда № 668/667 Ковель — Чернівці з прибуттям на станцію Львів о 06:20 (замість 04:38) і відправленням о 19:55 (замість 21:40).
З 13 грудня 2015 року назріла нестача вагонів, тому був призначений «Столичний експрес» № 768/767 сполученням Київ — Луцьк, який вже почав курсувати без групи вагонів безпересадкового сполучення № 68/67 «Київ-Експрес».
З 12 липня 2017 року поїзду призначена тарифна зупинка на станції Підзамче.
З 10 грудня 2017 до 8 грудня 2018 року курсував в спільному обігу з поїздом № 117/118 «Буковина» сполученням Чернівці — Київ.
З 10 грудня 2017 року змінено розклад руху з відправленням зі Львова о 16:20 (замість 21:46) і прибуттям до Києва о 04:46 (замість 10:28), що дало змогу жителям Волинської та Рівненської областей зручно діставатися до столиці.
З 9 грудня 2018 року змінено і подовжено маршрут руху поїзда від станції Київ-Пасажирський до станції Бахмут Донецької залізниці, що дало змогу прямого залізничного сполучення між Львовом, Володимиром, Ковелем, Рафалівкою, Коростенем, Житомиром, Києвом, Борисполем, Полтавою, Харковом, Ізюмом та Лиманом. Час в дорозі між Львом та Бахмутом складав близько 29 годин..
У 2018 році поїзд «Галичина» став найзбитковішим, що курсував у внутрішньому сполученні України, який приніс збиток у 118,1 млн ₴, наповненість складала — 90 %, при тому Львів залишається одним із найпопулярніших туристичних напрямків.
У 2019 році поїзд «Галичина» також був визнаний найзбитковішим, що курсував у внутрішньому сполученні України, який приніс вже збиток у 275,5 млн ₴, наповненість складала — 88 %. У травні 2019 році поїзд посів п'яте місце серед популярних поїздів.
З 17 березня по 12 листопада 2020 року рух поїзда було тимчасово скасовано через поширення пандемії COVID-19.
З 13 листопада 2020 року «Укрзалізниця» відновила курсування поїзда за маршрутом «Львів — Бахмут», який прямував через станцію Житомир, але замість щоденного курсування була зменшена періодичність курсування — 1 раз на 3 дні.
З 13 грудня 2020 року поїзду сполученням Львів — Бахмут змінено індекс із Ш на Л (бо такий індекс мав поїзд Львів — Маріуполь), а зворотно курсував і надалі з індексом П.
На початку травня 2021 року поїзд посідав друге місце популярності (перше місце посів поїзд № 46/45 «Ужгород»).
З 12 грудня 2021 року призначалася група вагонів поїзда № 114/113 за тим саме маршрутом, проте у Ковелі вагони формувалися/розформовувалися. Група вагонів поїзда № 114/113 курсувала через Ківерці, Луцьк, Рівне та Дубно.
Через бойові дії, внаслідок російського вторгнення в Україну, маршрут поїзда був скорочувався до станції Лозова. Через зменшенням попиту та низький пасажиропотік з Донбасу, з 20 квітня 2022 року поїзд № 142/141 сполученням Львів — Лозова зі Львова та з 21 квітня з Лозової був скасований.

### Зміни маршруту руху
22 квітня 2019 року маршрут руху поїзда скорочувався до станції Лиман Донецької залізниці.
З 1 травня по 27 травня 2019 року, через колійні роботи у напрямку Полтави, змінювався маршрут руху через станції Ніжин, Конотоп, Ворожба, Суми.
24 лютого 2020 року поїзду змінено маршрут руху через станції Конотоп, Суми.
13, 15 і 16 квітня 2021 року відбувалася зміна маршруту руху через станцію Здолбунів (відправлення зі Львова о 15:36), зворотно — о 03:32.
24 і 25 травня, а також 9, 11, 12, 14, 15, 17 червня 2021 року поїзд курсував через станції Лозова і Слов'янськ.

### Російське вторгнення в Україну
24 лютого 2022 року поїзду було змінено маршрут руху через станцію Здолбунів.
26 лютого 2022 року з міркувань безпеки поїзд був скасований з обох кінцевих станцій.
1 березня 2022 року, через російське вторгнення в Україну поїзду скорочувався маршрут руху до станції Лиман.
З 5 квітня 2022 року поїзд курсував до станції Лозова без заходу на станцію Харків-Пасажирський.

## Інформація про курсування
Поїзд курсував цілий рік і наразі тимчасово скасований. На маршруті руху зупинявся на 38 проміжних станціях.
| Розклад руху поїзда «Галичина» № 142/141 на 2021/2022 роки (з 12.12.2021) |                  |                     |              |                  |
| Час прибуття                                                              | Час відправлення | Станція             | Час прибуття | Час відправлення |
| —                                                                         | 14:15            | Львів               | 04:48        | —                |
| 14:27                                                                     | 14:29            | Підзамче            | 04:35        | 04:37            |
| 15:36                                                                     | 15:38            | Соснівка            | 03:25        | 03:27            |
| 16:05                                                                     | 16:07            | Червоноград         | 02:56        | 02:59            |
| 16:20                                                                     | 16:23            | Сокаль              | 02:40        | 02:43            |
| 16:48                                                                     | 16:51            | Іваничі             | 02:11        | 02:14            |
| 17:19                                                                     | 17:23            | Володимир           | 01:40        | 01:43            |
| 17:53                                                                     | 17:55            | Турійськ            | 01:08        | 01:10            |
| 18:22                                                                     | 18:42            | Ковель              | 00:22        | 00:42            |
| 19:35                                                                     | 19:38            | Маневичі            | 23:22        | 23:25            |
| 19:57                                                                     | 19:59            | Чарторийськ         | 23:01        | 23:03            |
| 20:04                                                                     | 20:05            | Вараш               | 22:54        | 22:55            |
| 20:13                                                                     | 20:16            | Рафалівка           | 22:44        | 22:47            |
| 20:38                                                                     | 20:41            | Антонівка           | 22:15        | 22:18            |
| 21:01                                                                     | 21:05            | Сарни               | 21:46        | 21:50            |
| 21:41                                                                     | 21:43            | Клесів              | 21:14        | 21:17            |
| 21:58                                                                     | 22:01            | Томашгород          | 20:57        | 21:00            |
| 22:14                                                                     | 22:17            | Рокитне-Волинське   | 20:40        | 20:42            |
| 22:30                                                                     | 22:32            | Остки               | 20:24        | 20:25            |
| 22:55                                                                     | 23:00            | Олевськ             | 20:01        | 20:03            |
| 23:40                                                                     | 23:42            | Білокоровичі        | 19:20        | 19:22            |
| 00:35                                                                     | 00:55            | Коростень           | 18:04        | 18:25            |
| 02:36                                                                     | 02:56            | Житомир             | 16:09        | 16:29            |
| 04:43                                                                     | 04:45            | Фастів I            | 14:28        | 14:30            |
| 05:40                                                                     | 06:23            | Київ-Пасажирський   | 13:09        | 13:34            |
| 06:42                                                                     | 06:46            | Дарниця             | 12:47        | 12:49            |
| 07:04                                                                     | 07:22            | Бориспіль           | 12:21        | 12:23            |
| 08:37                                                                     | 08:39            | Гребінка            | 10:33        | 10:50            |
| 09:11                                                                     | 09:13            | Лубни               | 09:54        | 09:56            |
| 10:12                                                                     | 10:14            | Миргород            | 08:58        | 09:06            |
| 10:37                                                                     | 10:39            | Яреськи             | 07:43        | 07:48            |
| 11:33                                                                     | 11:53            | Полтава-Київська    | 06:22        | 06:54            |
| 14:21                                                                     | 14:48            | Харків-Пасажирський | 03:36        | 04:01            |
| 16:01                                                                     | 16:02            | Балаклія            | 02:22        | 02:23            |
| 16:49                                                                     | 16:51            | Ізюм                | 01:36        | 01:38            |
| 17:16                                                                     | 17:18            | Святогірськ         | 01:00        | 01:03            |
| 17:47                                                                     | 17:50            | Лиман               | 00:25        | 00:30            |
| 18:12                                                                     | 18:14            | Сіверськ            | 00:01        | 00:03            |
| 18:30                                                                     | 18:32            | Сіль                | 23:40        | 23:42            |
| 18:55                                                                     | —                | Бахмут              | —            | 23:25            |

Актуальний розклад руху вказано у розділі «Розклад руху призначених поїздів» на офіційному вебсайті «Укрзалізниці».

## Склад поїзда
Поїзд формувався у вагонному депо ПКВЧД-8 станції Львів і знаходився до 2018 року у спільному обігу з поїздом № 144/143 «Галичина» сполученням Ворохта — Київ, що курсував через станцію Івано-Франківськ та з поїздом № 118/117 «Буковина» сполучення Чернівці — Київ через станцію Кам'янець-Подільський. Перед скасуванням знаходився в спільному обігу з поїздом № 114/113 Львів — Бахмут.
Поїзду зазвичай була встановлена схема з 7 фірмових вагонів різних класів комфортності:
- 2 плацкартних;
- 5 купейних[29].

Склад поїзда міг відрізнятися від наведеної в залежності від сезону (зима, літо). Актуальну схему на конкретну дату можна подивитися в розділі «Онлайн-резервування та придбання квитків» на офіційному вебсайті «Укрзалізниці».
Нумерація вагонів при відправлення зі Львова від локомотиву поїзда, з Бахмута — з хвоста поїзда, при відправлені і прибутті зі/на станцію Київ-Пасажирський нумерація вагонів зі східної сторони вокзалу. Зміна напрямків руху на станціях Коростень та Харків-Пасажирський.

## Події
19 лютого 2014 року було повідомлено про закладення вибухівки у складі поїзда. На станції Володимир-Волинський було евакуйовано понад 200 пасажирів. В результаті обстеження вибухівки не було виявлено, проте вилучена вонепальна зброя та набої.
24 листопада 2019 року на перегоні Сапіжанка — Добротвір о 15:33 під поїзд потрапила пенсіонерка міста Кам'янка-Бузька, яка загинула при справному переїзді, в результаті запізнення поїзда склало 01 год 06 хв., а приміського дизель-поїзда № 6306 сполученням Червоноград — Ковель» — 00 год 54 хв. відповідно.
Проти ночі з 11 на 12 лютого 2021 року трапилося одразу дві події затримки поїзда щонайменше на 5 годин. Одна з яких — пожежа тепловозу біля села Красносілка, інша — через погодні умови.
20 червня 2021 року, у Маневичах на переїзді, що знаходиться на вулиці Лоше трапилося аварія за участю мотоцикла та поїзда. Як стало відомо, під поїзд № 142 потрапив 17-річний юнак на мотоциклі. Локомотивна бригада здійснила екстрену зупинку, але зіткнення не вдалося оминути. Хлопець загинув на місці події.
11 жовтня 2021 року на дільниці Фастів I — Житомир, о 15:12, трапилась ДТП за участю комбайну. В результаті зіткнення були пошкоджені електровоз та 6 вагонів. Пасажири поїзда та локомотивна бригада не постраждали, а водій комбайну відмовився від шпиталізації. Пасажирський поїзд № 141 Бахмут — Львів вирушив із затримкою на 2 години 28 хвилин.

## Галерея

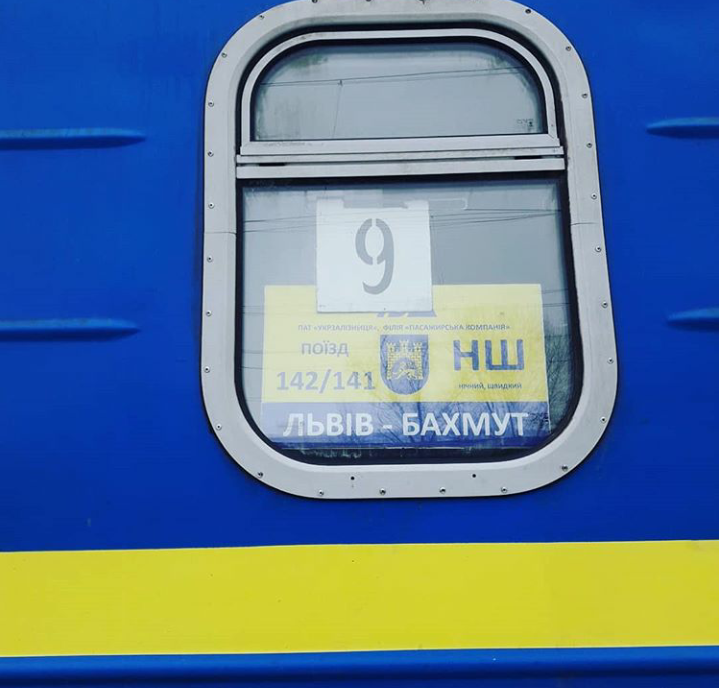
Табличка вагону (2019)
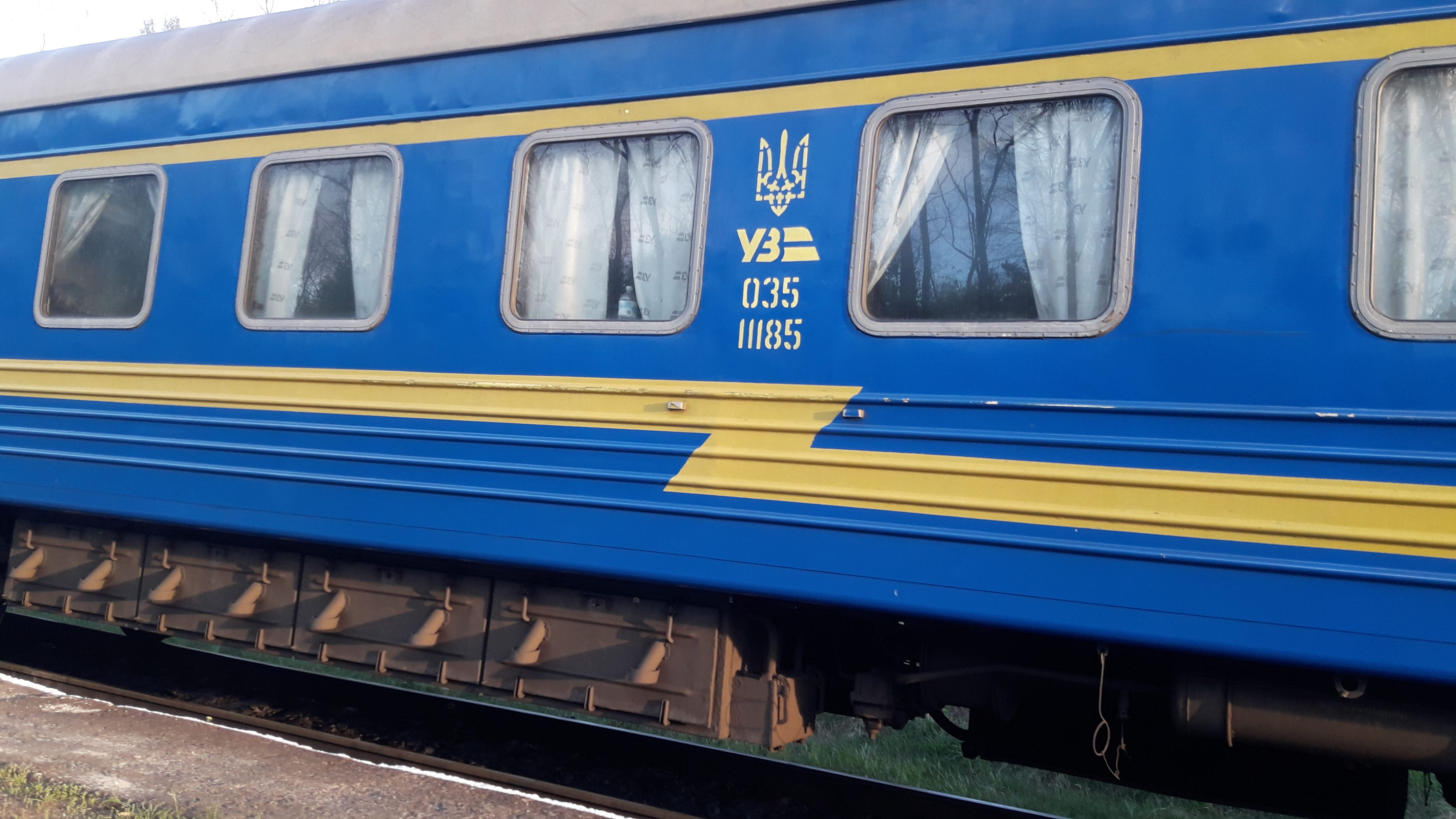
Рідкісне забарвлення вагону, якого з 2021 року немає